# Chevrolet Detroit Grand Prix
Der  Chevrolet Detroit Grand Prix ist ein Automobilsport Veranstaltung in Detroit, Michigan, Vereinigte Staaten. Das erste Rennen fand 1982 statt. Von 1982 bis 1988 gehörte es zur Formel-1-Weltmeisterschaft. Es gehört seit 1989 zur höchsten Kategorie im American Championship Car Racing. Seit 2007 ist es Bestandteil des Rennkalenders der IndyCar Series. Es wurde bis 1991 auf dem Detroit Street Circuit ausgetragen und findet seit 1992 auf dem Raceway at Belle Isle statt. Das Rennen wurde von 2002 bis 2006 und von 2009 bis 2011 nicht ausgetragen.
2013 wurde beim Chevrolet Indy Dual in Detroit zum ersten Mal eine IndyCar-Veranstaltung mit zwei Rennen über die komplette Distanz an einem Wochenende durchgeführt. Dieses Format wurde bis 2021 beibehalten.

## Geschichte
Der Detroit Grand Prix wurde erstmals 1982 im Rahmen der Formel-1-Weltmeisterschaft ausgetragen. Damit war es der dritte Grand Prix, der in dem Jahr in den USA ausgetragen wurde. Er fand auf dem Detroit Street Circuit statt. Bis 1988 blieb die Veranstaltung im Rennkalender der Formel 1. Dort trug sie den Namen Großer Preis der USA Ost (1982–1985) sowie Großer Preis der USA (1986–1988). Es gab Pläne den Grand Prix auf der Belle Isle fortzuführen. Man kam jedoch zu keiner Einigung.
Daraufhin wechselte das Rennen 1989 in die Indy Car World Series. Es wurde bis 1991 weiterhin auf dem Detroit Street Circuit ausgetragen. 1992 wurde die Veranstaltung erstmals auf dem Raceway at Belle Isle durchgeführt. Bis 2001 blieb sie im Rennkalender der Indy Car World Series, die ab 1997 CART-Serie hieß. Hélio Castroneves gewann hier in der Saison 2000 sein erstes Rennen. Er kletterte den Fangzaun hinauf um seinen Sieg zu feiern, was ihm den Spitznamen Spider-Man einbrachte.
2007 kehrte der Grand Prix zurück in den Rennkalender einer amerikanischen Formelserie. Diesmal war es die IndyCar Series, die auf dem Raceway at Belle Isle Rennen durchführte. Nach zwei Veranstaltungen fiel der Grand Prix wegen der Großen Rezession jedoch wieder aus dem Rennkalender. 2012 wurde das Rennen, das nun Chevrolet Detroit Belle Isle Grand Prix hieß, wieder in den Rennkalender der IndyCar Series aufgenommen. 2013 fanden beim Chevrolet Indy Dual in Detroit erstmals zwei volle IndyCar-Rennen an einem Wochenende statt. 2018 kam es zu einer 30-Minütigen Verzögerung, nachdem das PaceCar in der Einführungsrunde verunfallte. Fahrer Mark Reuss, zu dem Zeitpunkt geschäftsführender Vizepräsident von General Motors, blieb unverletzt. 2020 fand das Rennen wegen der COVID-19-Pandemie nicht statt.
2021 wurde das erste Rennen nach einem Unfall von Felix Rosenqvist über eine Stunde unterbrochen. Er war ohne Bremswirkung in Kurve 6 in die Mauer gefahren. Die Streckenposten borgen ihn aus dem Fahrzeug und er verbrachte zur Sicherheit eine Nacht im Krankenhaus. Sein Landsmann Marcus Ericsson gewann das Rennen und holte seinen ersten IndyCar-Sieg. Weil es das vierte von fünf aufeinanderfolgenden Wochenenden ist, an dem Serie eine Veranstaltung abhält, ist 2022 bloß ein Rennen geplant. Im September 2021 wurden Pläne vorgestellt, nach denen der Grand Prix 2023 wieder mitten in der Stadt ausgetragen werden könnte. Im November wurde die Rückkehr in die Innenstadt beschlossen.

## Ergebnisse
| Auflage | Jahr          | Strecke                 | Serie                   | Sieger                                  | Zweiter                                 | Dritter                                 | Pole-Position                           | Schnellste Runde                        |
| ------- | ------------- | ----------------------- | ----------------------- | --------------------------------------- | --------------------------------------- | --------------------------------------- | --------------------------------------- | --------------------------------------- |
| 01      | 1982          | Detroit                 | Formel 1                | John Watson (McLaren-Ford)              | Eddie Cheever (Ligier-Matra)            | Didier Pironi (Ferrari)                 | Alain Prost (Renault)                   | Alain Prost (Renault)                   |
| 02      | 1983          | Detroit                 | Formel 1                | Michele Alboreto (Tyrrell-Ford)         | Keke Rosberg (Williams-Ford)            | John Watson (McLaren-Ford)              | René Arnoux (Ferrari)                   | John Watson (McLaren-Ford)              |
| 03      | 1984          | Detroit                 | Formel 1                | Nelson Piquet (Brabham-BMW)             | Elio de Angelis (Lotus-Renault)         | Teo Fabi (Brabham-BMW)                  | Nelson Piquet (Brabham-BMW)             | Derek Warwick (Renault)                 |
| 04      | 1985          | Detroit                 | Formel 1                | Keke Rosberg (Williams-Honda)           | Stefan Johansson (Ferrari)              | Michele Alboreto (Ferrari)              | Ayrton Senna (Lotus-Renault)            | Ayrton Senna (Lotus-Renault)            |
| 05      | 1986          | Detroit                 | Formel 1                | Ayrton Senna (Lotus-Renault)            | Jacques Laffite (Ligier-Renault)        | Alain Prost (McLaren-TAG)               | Ayrton Senna (Lotus-Renault)            | Nelson Piquet (Williams-Honda)          |
| 06      | 1987          | Detroit                 | Formel 1                | Ayrton Senna (Lotus-Honda)              | Nelson Piquet (Williams-Honda)          | Alain Prost (McLaren-TAG)               | Nigel Mansell (Williams-Honda)          | Ayrton Senna (Lotus-Honda)              |
| 07      | 1988          | Detroit                 | Formel 1                | Ayrton Senna (McLaren-Honda)            | Alain Prost (McLaren-Honda)             | Thierry Boutsen (Benetton-Ford)         | Ayrton Senna (McLaren-Honda)            | Alain Prost (McLaren-Honda)             |
| 08      | 1989          | Detroit                 | ICWS                    | Emerson Fittipaldi (Penske-Chevrolet)   | Scott Pruett (Lola-Judd)                | Mario Andretti (Lola-Chevrolet)         | Michael Andretti (Lola-Chevrolet)       | nicht bekannt                           |
| 09      | 1990          | Detroit                 | ICWS                    | Michael Andretti (Lola-Chevrolet)       | Bobby Rahal (Lola-Chevrolet)            | Eddie Cheever (Penske-Chevrolet)        | Michael Andretti (Lola-Chevrolet)       | nicht bekannt                           |
| 10      | 1991          | Detroit                 | ICWS                    | Emerson Fittipaldi (Penske-Chevrolet)   | Bobby Rahal (Lola-Chevrolet)            | Arie Luyendyk (Lola-Chevrolet)          | Michael Andretti (Lola-Chevrolet)       | nicht bekannt                           |
| 11      | 1992          | Belle Isle              | ICWS                    | Bobby Rahal (Lola-Chevrolet)            | Raul Boesel (Lola-Chevrolet)            | Stefan Johansson (Penske-Chevrolet)     | Michael Andretti (Lola-Ford)            | nicht bekannt                           |
| 12      | 1993          | Belle Isle              | ICWS                    | Danny Sullivan (Lola-Chevrolet)         | Raul Boesel (Lola-Ford)                 | Mario Andretti (Lola-Ford)              | Nigel Mansell (Lola-Ford)               | Nigel Mansell (Lola-Ford)               |
| 13      | 1994          | Belle Isle              | ICWS                    | Paul Tracy (Penske-Ilmor)               | Emerson Fittipaldi (Penske-Ilmor)       | Robby Gordon (Lola-Ford)                | Nigel Mansell (Lola-Ford)               | Al Unser jr. (Penske-Ilmor)             |
| 14      | 1995          | Belle Isle              | ICWS                    | Robby Gordon (Reynard-Ford)             | Jimmy Vasser (Reynard-Ford)             | Scott Pruett (Lola-Ford)                | Robby Gordon (Reynard-Ford)             | Michael Andretti (Lola-Ford)            |
| 15      | 1996          | Belle Isle              | ICWS                    | Michael Andretti (Lola-Ford)            | Christian Fittipaldi (Lola-Ford)        | Gil de Ferran (Reynard-Honda)           | Scott Pruett (Lola-Ford)                | Christian Fittipaldi (Lola-Ford)        |
| 16      | 1997          | Belle Isle              | CART                    | Greg Moore (Reynard-Mercedes)           | Michael Andretti (Swift-Ford)           | Gil de Ferran (Reynard-Honda)           | Gil de Ferran (Reynard-Honda)           | Dario Franchitti (Reynard-Mercedes)     |
| 17      | 1998          | Belle Isle              | CART                    | Alex Zanardi (Reynard-Honda)            | Adrián Fernández (Reynard-Ford)         | Gil de Ferran (Reynard-Honda)           | Greg Moore (Reynard-Mercedes)           | Alex Zanardi (Reynard-Honda)            |
| 18      | 1999          | Belle Isle              | CART                    | Dario Franchitti (Reynard-Honda)        | Paul Tracy (Reynard-Honda)              | Greg Moore (Reynard-Mercedes)           | Juan Pablo Montoya (Reynard-Honda)      | Juan Pablo Montoya (Reynard-Honda)      |
| 19      | 2000          | Belle Isle              | CART                    | Hélio Castroneves (Reynard-Honda)       | Max Papis (Reynard-Cosworth)            | Oriol Servià (Reynard-Toyota)           | Juan Pablo Montoya (Lola-Toyota)        | Hélio Castroneves (Reynard-Honda)       |
| 20      | 2001          | Belle Isle              | CART                    | Hélio Castroneves (Reynard-Honda)       | Dario Franchitti (Reynard-Honda)        | Roberto Moreno (Reynard-Toyota)         | Hélio Castroneves (Reynard-Honda)       | Hélio Castroneves (Reynard-Honda)       |
|         | 2002 bis 2006 | kein Detroit Grand Prix | kein Detroit Grand Prix | kein Detroit Grand Prix                 | kein Detroit Grand Prix                 | kein Detroit Grand Prix                 | kein Detroit Grand Prix                 | kein Detroit Grand Prix                 |
| 21      | 2007          | Belle Isle              | IndyCar Series          | Tony Kanaan (Dallara-Honda)             | Danica Patrick (Dallara-Honda)          | Dan Wheldon (Dallara-Honda)             | Hélio Castroneves (Dallara-Honda)       | Dario Franchitti (Dallara-Honda)        |
| 22      | 2008          | Belle Isle              | IndyCar Series          | Justin Wilson (Dallara-Honda)           | Hélio Castroneves (Dallara-Honda)       | Tony Kanaan (Dallara-Honda)             | Scott Dixon (Dallara-Honda)             | Justin Wilson (Dallara-Honda)           |
|         | 2009 bis 2011 | kein Detroit Grand Prix | kein Detroit Grand Prix | kein Detroit Grand Prix                 | kein Detroit Grand Prix                 | kein Detroit Grand Prix                 | kein Detroit Grand Prix                 | kein Detroit Grand Prix                 |
| 23      | 2012          | Belle Isle              | IndyCar Series          | Scott Dixon (Dallara-Honda)             | Dario Franchitti (Dallara-Honda)        | Simon Pagenaud (Dallara-Honda)          | Scott Dixon (Dallara-Honda)             | Justin Wilson (Dallara-Honda)           |
| 24      | 2013          | Belle Isle              | IndyCar Series          | Mike Conway (Dallara-Honda)             | Ryan Hunter-Reay (Dallara-Chevrolet)    | Justin Wilson (Dallara-Honda)           | Dario Franchitti (Dallara-Honda)        | Mike Conway (Dallara-Honda)             |
| 24      | 2013          | Belle Isle              | IndyCar Series          | Simon Pagenaud (Dallara-Honda)          | James Jakes (Dallara-Honda)             | Mike Conway (Dallara-Honda)             | Mike Conway (Dallara-Honda)             | Mike Conway (Dallara-Honda)             |
| 25      | 2014          | Belle Isle              | IndyCar Series          | Will Power (Dallara-Chevrolet)          | Graham Rahal (Dallara-Honda)            | Tony Kanaan (Dallara-Chevrolet)         | Hélio Castroneves (Dallara-Chevrolet)   | Graham Rahal (Dallara-Honda)            |
| 25      | 2014          | Belle Isle              | IndyCar Series          | Hélio Castroneves (Dallara-Chevrolet)   | Will Power (Dallara-Chevrolet)          | Charlie Kimball (Dallara-Chevrolet)     | Takuma Satō (Dallara-Honda)             | Scott Dixon (Dallara-Chevrolet)         |
| 26      | 2015          | Belle Isle              | IndyCar Series          | Carlos Muñoz (Dallara-Honda)            | Marco Andretti (Dallara-Honda)          | Simon Pagenaud (Dallara-Chevrolet)      | Will Power (Dallara-Chevrolet)          | Jack Hawksworth (Dallara-Honda)         |
| 26      | 2015          | Belle Isle              | IndyCar Series          | Sébastien Bourdais (Dallara-Chevrolet)  | Takuma Satō (Dallara-Honda)             | Graham Rahal (Dallara-Honda)            | Juan Pablo Montoya (Dallara-Chevrolet)  | Sébastien Bourdais (Dallara-Chevrolet)  |
| 27      | 2016          | Belle Isle              | IndyCar Series          | Sébastien Bourdais (Dallara-Chevrolet)  | Conor Daly (Dallara-Honda)              | Juan Pablo Montoya (Dallara-Chevrolet)  | Simon Pagenaud (Dallara-Chevrolet)      | Scott Dixon (Dallara-Chevrolet)         |
| 27      | 2016          | Belle Isle              | IndyCar Series          | Will Power (Dallara-Chevrolet)          | Simon Pagenaud (Dallara-Chevrolet)      | Ryan Hunter-Reay (Dallara-Honda)        | Simon Pagenaud (Dallara-Chevrolet)      | Josef Newgarden (Dallara-Chevrolet)     |
| 28      | 2017          | Belle Isle              | IndyCar Series          | Graham Rahal (Dallara-Honda)            | Scott Dixon (Dallara-Honda)             | James Hinchcliffe (Dallara-Honda)       | Graham Rahal (Dallara-Honda)            | Josef Newgarden (Dallara-Chevrolet)     |
| 28      | 2017          | Belle Isle              | IndyCar Series          | Graham Rahal (Dallara-Honda)            | Josef Newgarden (Dallara-Chevrolet)     | Will Power (Dallara-Chevrolet)          | Takuma Satō (Dallara-Honda)             | Josef Newgarden (Dallara-Chevrolet)     |
| 29      | 2018          | Belle Isle              | IndyCar Series          | Scott Dixon (Dallara-Honda)             | Ryan Hunter-Reay (Dallara-Honda)        | Alexander Rossi (Dallara-Honda)         | Marco Andretti (Dallara-Honda)          | Ryan Hunter-Reay (Dallara-Honda)        |
| 29      | 2018          | Belle Isle              | IndyCar Series          | Ryan Hunter-Reay (Dallara-Honda)        | Will Power (Dallara-Chevrolet)          | Ed Jones (Dallara-Honda)                | Alexander Rossi (Dallara-Honda)         | Ryan Hunter-Reay (Dallara-Honda)        |
| 30      | 2019          | Belle Isle              | IndyCar Series          | Josef Newgarden (Dallara-Chevrolet)     | Alexander Rossi (Dallara-Honda)         | Takuma Satō (Dallara-Honda)             | Alexander Rossi (Dallara-Honda)         | Josef Newgarden (Dallara-Chevrolet)     |
| 30      | 2019          | Belle Isle              | IndyCar Series          | Scott Dixon (Dallara-Honda)             | Marcus Ericsson (Dallara-Honda)         | Will Power (Dallara-Chevrolet)          | Josef Newgarden (Dallara-Chevrolet)     | Simon Pagenaud (Dallara-Chevrolet)      |
| –       | 2020          | Belle Isle              | IndyCar Series          | abgesagt aufgrund der COVID-19-Pandemie | abgesagt aufgrund der COVID-19-Pandemie | abgesagt aufgrund der COVID-19-Pandemie | abgesagt aufgrund der COVID-19-Pandemie | abgesagt aufgrund der COVID-19-Pandemie |
| 31      | 2021          | Belle Isle              | IndyCar Series          | Marcus Ericsson (Dallara-Honda)         | Rinus VeeKay (Dallara-Chevrolet)        | Patricio O’Ward (Dallara-Chevrolet)     | Patricio O’Ward (Dallara-Chevrolet)     | Josef Newgarden (Dallara-Chevrolet)     |
| 31      | 2021          | Belle Isle              | IndyCar Series          | Patricio O’Ward (Dallara-Chevrolet)     | Josef Newgarden (Dallara-Chevrolet)     | Alex Palou (Dallara-Honda)              | Josef Newgarden (Dallara-Chevrolet)     | Colton Herta (Dallara-Honda)            |
| 32      | 2022          | Belle Isle              | IndyCar Series          | Will Power (Dallara-Chevrolet)          | Alexander Rossi (Dallara-Honda)         | Scott Dixon (Dallara-Honda)             | Josef Newgarden (Dallara-Chevrolet)     | David Malukas (Dallara-Honda)           |
| 33      | 2023          | Detroit Street Circuit  | IndyCar Series          | Alex Palou (Dallara-Honda)              | Will Power (Dallara-Chevrolet)          | Felix Rosenqvist (Dallara-Chevrolet)    | Josef Newgarden (Dallara-Chevrolet)     | Kyle Kirkwood (Dallara-Honda)           |
| 34      | 2024          | Detroit Street Circuit  | IndyCar Series          | Scott Dixon (Dallara-Honda)             | Marcus Ericsson (Dallara-Honda)         | Marcus Armstrong (Dallara-Honda)        | Colton Herta (Dallara-Honda)            | Colton Herta (Dallara-Honda)            |
| 35      | 2025          | Detroit Street Circuit  | IndyCar Series          | Kyle Kirkwood (Dallara-Honda)           | Santino Ferrucci (Dallara-Chevrolet)    | Colton Herta (Dallara-Honda)            | Colton Herta (Dallara-Honda)            | Kyffin Simpson (Dallara-Honda)          |